# تازه آباد سردالان (مقاطعة ديواندرة)
تازه‌آباد سردالان (بالفارسية: تازه‌آباد سردالان) هي قرية تقع في منطقة مركزية ريفية في إيران. يقدر عدد سكانها بـ 107 نسمة بحسب إحصاء 2016.